# Lissodema cursor
Lissodema cursor là một loài bọ cánh cứng trong họ Salpingidae. Loài này được Gyllenhall miêu tả khoa học năm 1813.